# Френки де Јонг
Френки Де Јонг (хол. Frenkie de Jong; 12. мај 1997) је холандски професионални фудбалер који игра у средини за Барселону и репрезентацију Холандије. Познат је по својем виду, додавању, техници, дриблингу и дефанзивним умећем. Де Јонг је често рангиран као најбољи средњак у свету фудбала.
Започео је професионалну каријеру у Виљему 2 у 2015. Годину дана касније је прешао у Ајакс за €1. У Ајаксу он је постао један од најбољих средњака у Европи, после дупле круне и играња у полуфиналу Лиге Шампиона. Де Јонг је победио Ередивизију и КНВБ Куп, био играч сезоне у Ередивизији, и био је један од битних играча у кампањи за Ајакс у Лиги Шампиона 2018-19 сезони.
У јануару 2019 он је купљен за Барселону, да би касније потписао уговор и ушао за €75 милиона. Де Јонг је био одабран за 2019 ФИФА Тим и био је један од 3 холандских играча да буде укључен по први пут у 5 година.
Започео је у сениорски тим Холандије у септембру 2018. Он је био у стартној постави у УЕФА Лиги Нација, која је Холандија изгубила у финалу. Он је такође играо у Еуру 2020.

## Клупска каријера

### Виљем 2
Као играч Виљема 2, де Јонг је играо у целом систему за младе у клубу. 10. маја 2015. је Де Јонг дебитовао против Ден Хага и то 2 дана пре његовог рођендана. Он је био замењен у 68. минути за Терела Ондана у победи као домаћина 1-0.

### Ајакс
На почетку сезоне, 22. августа 2015, Ајакс је купио Де Јонга за €1 и то са укљученим 10% продајним бонус. 23. августа 2015. он је био пребачен назад у Виљем 2 до 31. децембра 2015. У тај период он је само играо као замена у утакмици против Пец Зволеа.

#### 2016-19 Развој и регуларно играње у првом тиму
У прве две године у Ајаксу, Де Јонг је био унутра и изван стартне поставе. После уласка у клуб у јануару 2016, де Јонг је играо 15 утакмица у 2015-16 сезони Еерсте Дивизије за други тим Ајакса. Он је примарно играо у центру у средини за 3 играча и забио је 2 гола. Следеће године, у 2016-17 Еерсте Дивизији је добио награду за најбољег талента сезоне са другим тимом Ајакса са којим је играо 31 утакмица и играо као централни и дефанзивни средњак.
Он је дебитовао за сениорски тим против Спарте из Ротердама у 88. минути уместо Ласа Шона. Укупно је играо 4 утакмице и забио 1 гол против Иди Напред Соколе, у 2016/17 сезони. Он је стартовао једну утакмицу, и улазио на клупу, и био неискоришћени гријач клупе у 13 утакмица. Он је такође дебитовао у 2016-17 Лиги Европе и играо 4 утакмице са клупе и гријао клупу 3 утакмице. Он је играо против Манчестера Јунајтеда у 82. минути у финалу. То је било прво Европско финале Ајакса у 21 години.
Са 20 година, он је играо 16 утакмица у првом тиму. Играо је као центар бек са де Лихтом због одласка Давинсона Санчеза. Он је играо и у средини. Урадио је 8 асистенција у 22 утакмице и добио 2 жута картона. Он је био повређен пред крај сезоне и није играо 3 месеца. Он је играо 2 утакмице са клупе у 2017-18 Лиги Шампиона и то у квалификацијама против Нице где је изгубио 3-3.
У 2018-19 сезони, он је играо у средини између 3 средњака. Он је био играч месеца Ередивизије у децембру (2018) и фебруару (2019) у којој је урадио 354 од 390 додавања и урадио 53 повратка. После у том месецу је добио похвалу од Ван Дер Варта који је рекао да је де Јонг један од најбољих играча Европе са лоптом и ногама. Он је одбио понуду од Тотенхема Хотспура рекавши да "није прави моменат" и хтио да игра целу сезону у Ајаксу.
Де Јонг је добио успех и препознавање широм света у 2018-19 сезони у којој је довео Ајакс до победе прве дупле круне после 2001-02 сезоне. Ајакс се борио против ПСВа целе сезоне за лигу и били први у задњих 5 недеља на врху табеле. Играо је 51 утакмица и играо је у утакмици у којој је победио против Тотенхема Хотспура 1-0 у првој утакмици полуфинала 2018-19 Лиги Шампиона. Ајакс је био у полуфиналу после 1997. Тим је победио Јувентус (3-2 укупно) и у четвртфиналу Реал Мадрид (5-3 укупно) али су изгубили од Тотенхема Хотспура (2-3 укупно) код куће. Де Јонг је одабран у 2018-19 Лига Шампиона тим сезоне и изгласан за средњака сезоне.

### Барселона
23. јануарa 2019, Барселона је најавила трансфер де Јонга и то на 5 године уговора који је дошао на ефекат 1. јула 2019. за €75 милиона. Де Јонг је имао трансфер дискусије са ПСЖом, Манчестер Ситијем и Манчестер Јунајтедом пре него што је одабрао да улази у Барселону. Он је дебитовао против Атлетика Билбаа 16. августа 2019.

## Интернационална каријера
У току каријере за млађу селекцију, он је играо 22 утакмица за Холандску млађу селекцију. 10. јула 2015. он је дебитовао против Немачког испод19 тима. 6. септембра 2018. он је заменио Вијналдума у полувремену да би дебитовао у пријатељској утакмици против Перуа у којој су победили са резултатом 2-1. После 15 минута у његовом дебитовању, он је асистовао гол Мемфису Депају. Он је касније забио победнички гол и имао 100% комплецију пасова (21 пасова) у противничку половину. Касније је регуларно стартовао за Холандију у 2018-19 Лиги Нација и Еуро 2020 квалификацијама.

## Живот
Рођен је у Горинчему и одрастао је у Аркелу, у провинцији Јужна Холандија где је играо фудбал од младих дана. Од кад је почео играти фудбал професионално, де Јонг је узео број 21 као успомена за његовог ђеда који је био рођен 21. априла. Он је упознао његову девојку Мики Киемени у средњој школи и заједно су од 2014.

## Статистике каријере

### Репрезентација
До утакмице одигране 16. новембра 2021

#### Одиграних утакмица и голови у репрезентацији и година
| Холандија | Холандија | Холандија |
| Год.      | Ута.      | Гол.      |
| --------- | --------- | --------- |
| 2018      | 5         | 0         |
| 2019      | 10        | 1         |
| 2020      | 7         | 0         |
| 2021      | 16        | 0         |
| Укупно    | 38        | 1         |

## Трофеји

### Ајакс
- Првенство Холандије (1) : 2018/19.
- Куп Холандије (1) : 2018/19.

### Барселона
- Првенство Шпаније (2) : 2022/23, 2024/25.
- Куп Шпаније (2) : 2020/21, 2024/25.
- Суперкуп Шпаније (2) : 2023, 2025.

### Индивидуалне награде:
- Еерсте дивизија таленат сезоне: 2016-17
- Ередивизија играч месеца: Децембар 2018, Фебруар 2019
- Ередивизија играч сезоне: 2018-19
- Ередивизија тим сезоне: 2018-19
- УЕФА Лига Шампиона тим сезоне: 2018-19
- УЕФА Средњак сезоне: 2018-19
- Холандски Таленат године: 2018-19
- УЕФА Лига Нација Млади играч године: 2019
- УЕФА Лига Нација Тим турнира: 2019
- ФИФА ФИФПро Светски11: 2019
- ИФФХС Мушки Светски Тим: 2019
- УЕФА Тим године: 2019
- Преми Барса Југадорс: 2020-21